# Президентские выборы в Иране (1989)
Президентские выборы 1989 года в Иране состоялись 28 июля, после смерти аятоллы Хомейни, последовавшей 3 июня того же года, и выбора аятоллы Али Хаменеи, действующего президента страны, новым высшим руководителем Ирана. Из семидесяти девяти зарегистрировавшихся кандидатов на пост президента, Совет стражей конституции допустил до выборов только двоих, в результате чего вполне предсказуемой была победа спикера Меджлиса Али Акбара Хашеми Рафсанджани.
| Результаты выборов                         | Результаты выборов                   | Результаты выборов           | Результаты выборов | Результаты выборов | Результаты выборов |
| Партия                                     | Партия                               | Кандидат                     | Число голосов      | %                  |                    |
| ------------------------------------------ | ------------------------------------ | ---------------------------- | ------------------ | ------------------ | ------------------ |
|                                            | Ассоциация воинствующего духовенства | Али Акбар Хашеми Рафсанджани | 15,537,394         | 96,1 %             |                    |
|                                            | Движение свободы Ирана               | Аббас Шейбани                | 632,583            | 3,9 %              |                    |
| Недействительных бюллетеней                | Недействительных бюллетеней          | Недействительных бюллетеней  | 269,270            |                    |                    |
| Всего                                      | Всего                                | Всего                        | 16,439,247         | 100.00 %           | 100.00 %           |
| Явка                                       | Явка                                 | Явка                         | 60 %               | 60 %               | 60 %               |
| Источник:Министерство внутренних дел Ирана |                                      |                              |                    |                    |                    |